# Strobilanthes cyphanthus
Strobilanthes cyphanthus är en akantusväxtart som beskrevs av Friedrich Ludwig Diels. Strobilanthes cyphanthus ingår i släktet Strobilanthes och familjen akantusväxter. Inga underarter finns listade i Catalogue of Life.